# World Cup of Darts 2025
De BetVictor World Cup of Darts 2025 was de vijftiende editie van de World Cup of Darts. Het toernooi werd gehouden in de Eissporthalle in Frankfurt am Main, Duitsland. Noord-Ierland haalde voor het eerst de finale en won deze ook.

## Prijzengeld
Het prijzengeld bleef ten opzichte van een jaar eerder behouden op £ 450.000.
| Plaats (aantal teams)       | Plaats (aantal teams) | Prijzengeld (Totaal: £ 450.000) |
| --------------------------- | --------------------- | ------------------------------- |
| Winnaar                     | (1)                   | £ 80.000                        |
| Runner-up                   | (1)                   | £ 50.000                        |
| Halvefinalisten             | (2)                   | £ 30.000                        |
| Kwartfinalisten             | (4)                   | £ 20.000                        |
| Laatste 16                  | (8)                   | £ 9.000                         |
| Tweede plaats in groepsfase | (12)                  | £ 5.000                         |
| Derde plaats in groepsfase  | (12)                  | £ 4.000                         |

## Opzet van het toernooi
Er namen 40 landen deel aan de World Cup of Darts en alle wedstrijden werden in koppels gespeeld. De vier best gerangschikte landen, gebaseerd op de laatste cumulatieve PDC Order of Merit-ranglijst van de twee deelnemende spelers, werden geplaatst en stroomden in vanaf de tweede ronde. De resterende 36 landen werden ingedeeld in twaalf groepen van drie landen. In deze groepsfase speelde elk land eenmaal tegen elk ander land uit de eigen groep volgens het round-robin-format. Elke groepswinnaar ging door naar de tweede ronde. Vanaf de tweede ronde werd er gespeeld volgens het knock-outsysteem. Dit jaar moest vanwege de afmelding van de hoogst geplaatste Nederlander Michael van Gerwen voor het eerst ook Nederland deze groepsfase spelen als ongeplaatst land.
De volgende regels geldden om een ronde verder te komen:
| Ronde        | Best of (legs) | First to (legs) |
| ------------ | -------------- | --------------- |
| Groepsfase   | 7              | 4               |
| Tweede ronde | 15             | 8               |
| Kwartfinale  | 15             | 8               |
| Halve finale | 15             | 8               |
| Finale       | 19             | 10              |

## Deelnemende teams
Aan het toernooi deden veertig landen mee, waarbij elk land werd vertegenwoordigd door twee darters. De top 4-landen van de wereld hadden een geplaatste status in het toernooi en stroomden in vanaf de tweede ronde. De overige 36 landen waren ongeplaatst en speelden eerst nog in een groepsfase. De landen en spelers in de volgende tabel werden vertegenwoordigd in het toernooi.
Deelnemende landen
| Land                  | Spelers                                   |
| --------------------- | ----------------------------------------- |
| Engeland (1)          | Luke Humphries & Luke Littler             |
| Wales (2)             | Jonny Clayton & Gerwyn Price              |
| Schotland (3)         | Peter Wright & Gary Anderson              |
| Noord-Ierland (4)     | Josh Rock & Daryl Gurney                  |
| Nederland (5)         | Danny Noppert & Gian van Veen             |
| België (6)            | Mike De Decker & Dimitri Van den Bergh    |
| Duitsland (7)         | Martin Schindler & Ricardo Pietreczko     |
| Ierland (8)           | William O'Connor & Keane Barry            |
| Polen (9)             | Krzysztof Ratajski & Radosław Szagański   |
| Canada (10)           | Matt Campbell & Jim Long                  |
| Zweden (11)           | Jeffrey de Graaf & Oskar Lukasiak         |
| Oostenrijk (12)       | Mensur Suljović & Rusty-Jake Rodriguez    |
| Verenigde Staten (13) | Danny Lauby & Jules van Dongen            |
| Tsjechië (14)         | Karel Sedláček & Petr Křivka              |
| Kroatië (15)          | Boris Krčmar & Pero Ljubić                |
| Finland (16)          | Teemu Harju & Marko Kantele               |
| Argentinië            | Jesús Salate & Víctor Guillín             |
| Australië             | Damon Heta & Simon Whitlock               |
| Bahrein               | Sadiq Dasmal & Hassan Bucherri            |
| China                 | Zong Xiao Chen & Lihao Wen                |
| Chinees Taipei        | Pupo Teng Lieh & An Sheng Lu              |
| Denemarken            | Benjamin Drue Reus & Andreas Hyllgaardhus |
| Filipijnen            | Lourence Ilagan & Paolo Nebrida           |
| Frankrijk             | Thibault Tricole & Jacques Labre          |
| Gibraltar             | Craig Galliano & Justin Hewitt            |
| Hongarije             | György Jehirszki & Gergely Lakatos        |
| Hongkong              | Man Lok Leung & Lok Yin Lee               |
| India                 | Nitin Kumar & Mohan Kumar Goel            |
| Italië                | Michele Turetta & Massimo Dalla Rosa      |
| Japan                 | Ryusei Azemoto & Tomoya Goto              |
| Letland               | Madars Razma & Valters Melderis           |
| Litouwen              | Darius Labanauskas & Mindaugas Barauskas  |
| Maleisië              | Tengku Shah & Jenn Ming Tan               |
| Nieuw-Zeeland         | Haupai Puha & Mark Cleaver                |
| Noorwegen             | Cor Dekker & Kent Jøran Sivertsen         |
| Portugal              | José de Sousa & Bruno Nascimento          |
| Singapore             | Paul Lim & Phuay Wei Tan                  |
| Spanje                | Daniel Zapata & Ricardo Fernández         |
| Zuid-Afrika           | Cameron Carolissen & Devon Petersen       |
| Zwitserland           | Stefan Bellmont & Alex Felhmann           |

## Speelschema

### Groepsfase

#### Groep A
| Datum   | Land      | Gem.    | Score | Gem.    | Land      |
| ------- | --------- | ------- | ----- | ------- | --------- |
| 12 jun. | Nederland | (95.43) | 4 – 0 | (75.14) | Italië    |
| 13 jun. | Italië    | (81.24) | 4 – 0 | (79.54) | Hongarije |
| 13 jun. | Nederland | (80.16) | 4 – 0 | (68.79) | Hongarije |

| Pos. | Land      | Wedstrijden | Wedstrijden | Wedstrijden | Legs | Legs | Legs  | Punten |
| ---- | --------- | ----------- | ----------- | ----------- | ---- | ---- | ----- | ------ |
| Pos. | Land      | G           | W           | V           | LV   | LT   | Saldo | Punten |
| 1    | Nederland | 2           | 2           | 0           | 8    | 0    | +8    | 4      |
| 2    | Italië    | 2           | 1           | 1           | 4    | 4    | 0     | 2      |
| 3    | Hongarije | 2           | 0           | 2           | 0    | 8    | -8    | 0      |

#### Groep B
| Datum   | Land    | Gem.    | Score | Gem.    | Land       |
| ------- | ------- | ------- | ----- | ------- | ---------- |
| 12 jun. | België  | (91.59) | 4 – 1 | (82.87) | Letland    |
| 13 jun. | Letland | (85.61) | 2 – 4 | (89.03) | Filipijnen |
| 13 jun. | België  | (87.52) | 3 – 4 | (82.99) | Filipijnen |

| Pos. | Land       | Wedstrijden | Wedstrijden | Wedstrijden | Legs | Legs | Legs  | Punten |
| ---- | ---------- | ----------- | ----------- | ----------- | ---- | ---- | ----- | ------ |
| Pos. | Land       | G           | W           | V           | LV   | LT   | Saldo | Punten |
| 1    | Filipijnen | 2           | 2           | 0           | 8    | 5    | +3    | 4      |
| 2    | België     | 2           | 1           | 1           | 7    | 5    | +2    | 2      |
| 3    | Letland    | 2           | 0           | 2           | 3    | 8    | -5    | 0      |

#### Groep C
| Datum   | Land      | Gem.    | Score | Gem.    | Land      |
| ------- | --------- | ------- | ----- | ------- | --------- |
| 12 jun. | Duitsland | (85.08) | 4 – 2 | (84.74) | Portugal  |
| 13 jun. | Portugal  | (81.28) | 2 – 4 | (90.12) | Singapore |
| 13 jun. | Duitsland | (95.43) | 4 – 0 | (80.38) | Singapore |

| Pos. | Land      | Wedstrijden | Wedstrijden | Wedstrijden | Legs | Legs | Legs  | Punten |
| ---- | --------- | ----------- | ----------- | ----------- | ---- | ---- | ----- | ------ |
| Pos. | Land      | G           | W           | V           | LV   | LT   | Saldo | Punten |
| 1    | Duitsland | 2           | 2           | 0           | 8    | 2    | +6    | 4      |
| 2    | Singapore | 2           | 1           | 1           | 4    | 6    | -2    | 2      |
| 3    | Portugal  | 2           | 0           | 2           | 4    | 8    | -4    | 0      |

#### Groep D
| Datum   | Land      | Gem.    | Score | Gem.    | Land      |
| ------- | --------- | ------- | ----- | ------- | --------- |
| 12 jun. | Ierland   | (92.41) | 4 – 2 | (77.35) | Gibraltar |
| 13 jun. | Gibraltar | (78.29) | 4 – 2 | (74.31) | China     |
| 13 jun. | Ierland   | (81.57) | 2 – 4 | (79.49) | China     |

| Pos. | Land      | Wedstrijden | Wedstrijden | Wedstrijden | Legs | Legs | Legs  | Punten |
| ---- | --------- | ----------- | ----------- | ----------- | ---- | ---- | ----- | ------ |
| Pos. | Land      | G           | W           | V           | LV   | LT   | Saldo | Punten |
| 1    | Ierland   | 2           | 1           | 1           | 6    | 6    | 0     | 2      |
| 2    | China     | 2           | 1           | 1           | 6    | 6    | 0     | 2      |
| 3    | Gibraltar | 2           | 1           | 1           | 6    | 6    | 0     | 2      |

#### Groep E
| Datum   | Land        | Gem.    | Score | Gem.    | Land        |
| ------- | ----------- | ------- | ----- | ------- | ----------- |
| 12 jun. | Polen       | (83.21) | 4 – 3 | (79.49) | Zuid-Afrika |
| 13 jun. | Zuid-Afrika | (76.08) | 4 – 1 | (70.99) | Noorwegen   |
| 13 jun. | Polen       | (84.73) | 2 – 4 | (78.40) | Noorwegen   |

| Pos. | Land        | Wedstrijden | Wedstrijden | Wedstrijden | Legs | Legs | Legs  | Punten |
| ---- | ----------- | ----------- | ----------- | ----------- | ---- | ---- | ----- | ------ |
| Pos. | Land        | G           | W           | V           | LV   | LT   | Saldo | Punten |
| 1    | Zuid-Afrika | 2           | 1           | 1           | 7    | 5    | +2    | 2      |
| 2    | Polen       | 2           | 1           | 1           | 6    | 7    | -1    | 2      |
| 3    | Noorwegen   | 2           | 1           | 1           | 5    | 6    | -1    | 2      |

#### Groep F
| Datum   | Land     | Gem.    | Score | Gem.    | Land       |
| ------- | -------- | ------- | ----- | ------- | ---------- |
| 12 jun. | Canada   | (79.04) | 1 – 4 | (85.89) | Maleisië   |
| 13 jun. | Canada   | (88.41) | 1 – 4 | (89.38) | Denemarken |
| 13 jun. | Maleisië | (74.78) | 4 – 1 | (76.19) | Denemarken |

| Pos. | Land       | Wedstrijden | Wedstrijden | Wedstrijden | Legs | Legs | Legs  | Punten |
| ---- | ---------- | ----------- | ----------- | ----------- | ---- | ---- | ----- | ------ |
| Pos. | Land       | G           | W           | V           | LV   | LT   | Saldo | Punten |
| 1    | Maleisië   | 2           | 2           | 0           | 8    | 2    | +6    | 4      |
| 2    | Denemarken | 2           | 1           | 1           | 5    | 5    | 0     | 2      |
| 3    | Canada     | 2           | 0           | 2           | 2    | 8    | -6    | 0      |

#### Groep G
| Datum   | Land     | Gem.    | Score | Gem.    | Land      |
| ------- | -------- | ------- | ----- | ------- | --------- |
| 12 jun. | Zweden   | (85.11) | 4 – 1 | (88.19) | Litouwen  |
| 13 jun. | Litouwen | (81.32) | 4 – 3 | (80.17) | Frankrijk |
| 13 jun. | Zweden   | (79.50) | 3 – 4 | (78.19) | Frankrijk |

| Pos. | Land      | Wedstrijden | Wedstrijden | Wedstrijden | Legs | Legs | Legs  | Punten |
| ---- | --------- | ----------- | ----------- | ----------- | ---- | ---- | ----- | ------ |
| Pos. | Land      | G           | W           | V           | LV   | LT   | Saldo | Punten |
| 1    | Zweden    | 2           | 1           | 1           | 7    | 5    | +2    | 2      |
| 2    | Frankrijk | 2           | 1           | 1           | 7    | 7    | 0     | 2      |
| 3    | Litouwen  | 2           | 1           | 1           | 5    | 7    | -2    | 2      |

#### Groep H
| Datum   | Land       | Gem.    | Score | Gem.    | Land      |
| ------- | ---------- | ------- | ----- | ------- | --------- |
| 12 jun. | Oostenrijk | (99.38) | 4 – 1 | (86.57) | Spanje    |
| 13 jun. | Spanje     | (70.15) | 0 – 4 | (98.56) | Australië |
| 13 jun. | Oostenrijk | (90.70) | 1 – 4 | (94.42) | Australië |

| Pos. | Land       | Wedstrijden | Wedstrijden | Wedstrijden | Legs | Legs | Legs  | Punten |
| ---- | ---------- | ----------- | ----------- | ----------- | ---- | ---- | ----- | ------ |
| Pos. | Land       | G           | W           | V           | LV   | LT   | Saldo | Punten |
| 1    | Australië  | 2           | 2           | 0           | 8    | 1    | +7    | 4      |
| 2    | Oostenrijk | 2           | 1           | 1           | 5    | 5    | 0     | 2      |
| 3    | Spanje     | 2           | 0           | 2           | 1    | 8    | -7    | 0      |

#### Groep I
| Datum   | Land             | Gem.    | Score | Gem.    | Land     |
| ------- | ---------------- | ------- | ----- | ------- | -------- |
| 12 jun. | Verenigde Staten | (72.13) | 1 – 4 | (77.49) | Hongkong |
| 13 jun. | Verenigde Staten | (65.44) | 4 – 1 | (53.27) | Bahrein  |
| 13 jun. | Hongkong         | (88.41) | 4 – 0 | (63.23) | Bahrein  |

| Pos. | Land             | Wedstrijden | Wedstrijden | Wedstrijden | Legs | Legs | Legs  | Punten |
| ---- | ---------------- | ----------- | ----------- | ----------- | ---- | ---- | ----- | ------ |
| Pos. | Land             | G           | W           | V           | LV   | LT   | Saldo | Punten |
| 1    | Hongkong         | 2           | 2           | 0           | 8    | 1    | +7    | 4      |
| 2    | Verenigde Staten | 2           | 1           | 1           | 5    | 5    | 0     | 2      |
| 3    | Bahrein          | 2           | 0           | 2           | 1    | 8    | -7    | 0      |

#### Groep J
| Datum   | Land           | Gem.    | Score | Gem.    | Land           |
| ------- | -------------- | ------- | ----- | ------- | -------------- |
| 12 jun. | Tsjechië       | (90.73) | 4 – 2 | (85.22) | Chinees Taipei |
| 13 jun. | Chinees Taipei | (74.47) | 4 – 2 | (69.23) | India          |
| 13 jun. | Tsjechië       | (77.97) | 4 – 2 | (73.86) | India          |

| Pos. | Land           | Wedstrijden | Wedstrijden | Wedstrijden | Legs | Legs | Legs  | Punten |
| ---- | -------------- | ----------- | ----------- | ----------- | ---- | ---- | ----- | ------ |
| Pos. | Land           | G           | W           | V           | LV   | LT   | Saldo | Punten |
| 1    | Tsjechië       | 2           | 2           | 0           | 8    | 4    | +4    | 4      |
| 2    | Chinees Taipei | 2           | 1           | 1           | 6    | 6    | 0     | 2      |
| 3    | India          | 2           | 0           | 2           | 4    | 8    | -4    | 0      |

#### Groep K
| Datum   | Land    | Gem.    | Score | Gem.    | Land        |
| ------- | ------- | ------- | ----- | ------- | ----------- |
| 12 jun. | Kroatië | (80.62) | 3 – 4 | (80.64) | Japan       |
| 13 jun. | Kroatië | (83.27) | 4 – 3 | (74.66) | Zwitserland |
| 13 jun. | Japan   | (82.18) | 1 – 4 | (91.34) | Zwitserland |

| Pos. | Land        | Wedstrijden | Wedstrijden | Wedstrijden | Legs | Legs | Legs  | Punten |
| ---- | ----------- | ----------- | ----------- | ----------- | ---- | ---- | ----- | ------ |
| Pos. | Land        | G           | W           | V           | LV   | LT   | Saldo | Punten |
| 1    | Zwitserland | 2           | 1           | 1           | 7    | 5    | +2    | 2      |
| 2    | Kroatië     | 2           | 1           | 1           | 7    | 7    | 0     | 2      |
| 3    | Japan       | 2           | 1           | 1           | 5    | 7    | -2    | 2      |

#### Groep L
| Datum   | Land          | Gem.    | Score | Gem.    | Land          |
| ------- | ------------- | ------- | ----- | ------- | ------------- |
| 12 jun. | Finland       | (71.83) | 0 – 4 | (85.89) | Nieuw-Zeeland |
| 13 jun. | Finland       | (82.52) | 1 – 4 | (84.10) | Argentinië    |
| 13 jun. | Nieuw-Zeeland | (88.68) | 3 – 4 | (83.49) | Argentinië    |

| Pos. | Land          | Wedstrijden | Wedstrijden | Wedstrijden | Legs | Legs | Legs  | Punten |
| ---- | ------------- | ----------- | ----------- | ----------- | ---- | ---- | ----- | ------ |
| Pos. | Land          | G           | W           | V           | LV   | LT   | Saldo | Punten |
| 1    | Argentinië    | 2           | 2           | 0           | 8    | 4    | +4    | 4      |
| 2    | Nieuw-Zeeland | 2           | 1           | 1           | 7    | 4    | +3    | 2      |
| 3    | Finland       | 2           | 0           | 2           | 1    | 8    | -7    | 0      |

### Knock-outfase
|  | Tweede ronde beste van 15 legs 14 juni | Tweede ronde beste van 15 legs 14 juni | Tweede ronde beste van 15 legs 14 juni |   |                       | Kwartfinales beste van 15 legs 15 juni | Kwartfinales beste van 15 legs 15 juni | Kwartfinales beste van 15 legs 15 juni |   |               | Halve finales beste van 15 legs 15 juni | Halve finales beste van 15 legs 15 juni | Halve finales beste van 15 legs 15 juni |  |   | Finale beste van 19 legs 15 juni | Finale beste van 19 legs 15 juni | Finale beste van 19 legs 15 juni |
|  |                                        |                                        |                                        |   |                       |                                        |                                        |                                        |   |               |                                         |                                         |                                         |  |   |                                  |                                  |                                  |
|  | 1                                      | Engeland (93.34)                       | 4                                      |   |                       |                                        |                                        |                                        |   |               |                                         |                                         |                                         |  |   |                                  |                                  |                                  |
|  | 7                                      | Duitsland (93.70)                      | 8                                      |   |                       |                                        |                                        |                                        |   |               |                                         |                                         |                                         |  |   |                                  |                                  |                                  |
|  | 7                                      | Duitsland (93.70)                      | 8                                      |   | 7                     | Duitsland (87.83)                      | 8                                      |                                        |   |               |                                         |                                         |                                         |  |   |                                  |                                  |                                  |
|  |                                        |                                        |                                        |   | 7                     | Duitsland (87.83)                      | 8                                      |                                        |   |               |                                         |                                         |                                         |  |   |                                  |                                  |                                  |
|  |                                        |                                        | Australië (86.01)                      | 7 |                       |                                        |                                        |                                        |   |               |                                         |                                         |                                         |  |   |                                  |                                  |                                  |
|  |                                        | Australië (85.05)                      | Australië (86.01)                      | 7 | 8                     |                                        |                                        |                                        |   |               |                                         |                                         |                                         |  |   |                                  |                                  |                                  |
|  |                                        |                                        |                                        |   | 8                     |                                        |                                        |                                        |   |               |                                         |                                         |                                         |  |   |                                  |                                  |                                  |
|  |                                        | Argentinië (82.92)                     | 1                                      |   |                       |                                        |                                        |                                        |   |               |                                         |                                         |                                         |  |   |                                  |                                  |                                  |
|  |                                        |                                        |                                        |   |                       | 7                                      | Duitsland (82.24)                      | 1                                      |   |               |                                         |                                         |                                         |  |   |                                  |                                  |                                  |
|  |                                        |                                        |                                        |   |                       |                                        |                                        |                                        |   |               |                                         |                                         |                                         |  |   |                                  |                                  |                                  |
|  |                                        | 4                                      | Noord-Ierland (96.82)                  | 8 |                       |                                        |                                        |                                        |   |               |                                         |                                         |                                         |  |   |                                  |                                  |                                  |
|  | 4                                      | 4                                      | Noord-Ierland (96.82)                  | 8 | Noord-Ierland (88.66) | 8                                      |                                        |                                        |   |               |                                         |                                         |                                         |  |   |                                  |                                  |                                  |
|  | 4                                      |                                        |                                        |   |                       | 8                                      |                                        |                                        |   |               |                                         |                                         |                                         |  |   |                                  |                                  |                                  |
|  |                                        | Zuid-Afrika (91.83)                    | 2                                      |   |                       |                                        |                                        |                                        |   |               |                                         |                                         |                                         |  |   |                                  |                                  |                                  |
|  |                                        | Zuid-Afrika (91.83)                    | 2                                      | 4 | Noord-Ierland (93.40) | 8                                      |                                        |                                        |   |               |                                         |                                         |                                         |  |   |                                  |                                  |                                  |
|  |                                        |                                        |                                        | 4 | Noord-Ierland (93.40) | 8                                      |                                        |                                        |   |               |                                         |                                         |                                         |  |   |                                  |                                  |                                  |
|  |                                        | 8                                      | Ierland (94.29)                        | 5 |                       |                                        |                                        |                                        |   |               |                                         |                                         |                                         |  |   |                                  |                                  |                                  |
|  |                                        | 8                                      | Ierland (94.29)                        | 5 | Zwitserland (73.52)   | 3                                      |                                        |                                        |   |               |                                         |                                         |                                         |  |   |                                  |                                  |                                  |
|  |                                        |                                        |                                        |   | Zwitserland (73.52)   | 3                                      |                                        |                                        |   |               |                                         |                                         |                                         |  |   |                                  |                                  |                                  |
|  | 8                                      | Ierland (85.91)                        | 8                                      |   |                       |                                        |                                        |                                        |   |               |                                         |                                         |                                         |  |   |                                  |                                  |                                  |
|  | 8                                      | Ierland (85.91)                        | 8                                      |   |                       |                                        |                                        |                                        |   |               |                                         |                                         |                                         |  | 4 | Noord-Ierland (95.96)            | 10                               |                                  |
|  |                                        |                                        |                                        |   |                       |                                        |                                        |                                        |   |               |                                         |                                         |                                         |  | 4 | Noord-Ierland (95.96)            | 10                               |                                  |
|  |                                        | 2                                      | Wales (92.95)                          | 9 |                       |                                        |                                        |                                        |   |               |                                         |                                         |                                         |  |   |                                  |                                  |                                  |
|  | 2                                      | 2                                      | Wales (92.95)                          | 9 | Wales (96.43)         | 8                                      |                                        |                                        |   |               |                                         |                                         |                                         |  |   |                                  |                                  |                                  |
|  | 2                                      |                                        |                                        |   | Wales (96.43)         | 8                                      |                                        |                                        |   |               |                                         |                                         |                                         |  |   |                                  |                                  |                                  |
|  |                                        | Filipijnen (89.17)                     | 2                                      |   |                       |                                        |                                        |                                        |   |               |                                         |                                         |                                         |  |   |                                  |                                  |                                  |
|  |                                        | Filipijnen (89.17)                     | 2                                      | 2 | Wales (99.66)         | 8                                      |                                        |                                        |   |               |                                         |                                         |                                         |  |   |                                  |                                  |                                  |
|  |                                        |                                        |                                        | 2 | Wales (99.66)         | 8                                      |                                        |                                        |   |               |                                         |                                         |                                         |  |   |                                  |                                  |                                  |
|  |                                        |                                        | Hongkong (86.57)                       | 4 |                       |                                        |                                        |                                        |   |               |                                         |                                         |                                         |  |   |                                  |                                  |                                  |
|  |                                        | Hongkong (94.16)                       | Hongkong (86.57)                       | 4 | 8                     |                                        |                                        |                                        |   |               |                                         |                                         |                                         |  |   |                                  |                                  |                                  |
|  |                                        |                                        |                                        |   | 8                     |                                        |                                        |                                        |   |               |                                         |                                         |                                         |  |   |                                  |                                  |                                  |
|  | 11                                     | Zweden (82.92)                         | 4                                      |   |                       |                                        |                                        |                                        |   |               |                                         |                                         |                                         |  |   |                                  |                                  |                                  |
|  | 11                                     | Zweden (82.92)                         | 4                                      |   |                       |                                        |                                        |                                        | 2 | Wales (87.21) | 8                                       |                                         |                                         |  |   |                                  |                                  |                                  |
|  |                                        |                                        |                                        |   |                       |                                        |                                        |                                        | 2 | Wales (87.21) | 8                                       |                                         |                                         |  |   |                                  |                                  |                                  |
|  |                                        | 5                                      | Nederland (86.49)                      | 5 |                       |                                        |                                        |                                        |   |               |                                         |                                         |                                         |  |   |                                  |                                  |                                  |
|  | 3                                      | 5                                      | Nederland (86.49)                      | 5 | Schotland (79.37)     | 0                                      |                                        |                                        |   |               |                                         |                                         |                                         |  |   |                                  |                                  |                                  |
|  | 3                                      |                                        |                                        |   | Schotland (79.37)     | 0                                      |                                        |                                        |   |               |                                         |                                         |                                         |  |   |                                  |                                  |                                  |
|  | 5                                      | Nederland (100.20)                     | 8                                      |   |                       |                                        |                                        |                                        |   |               |                                         |                                         |                                         |  |   |                                  |                                  |                                  |
|  | 5                                      | Nederland (100.20)                     | 8                                      |   | 5                     | Nederland (93.63)                      | 8                                      |                                        |   |               |                                         |                                         |                                         |  |   |                                  |                                  |                                  |
|  |                                        |                                        |                                        |   | 5                     | Nederland (93.63)                      | 8                                      |                                        |   |               |                                         |                                         |                                         |  |   |                                  |                                  |                                  |
|  |                                        | 14                                     | Tsjechië (85.18)                       | 2 |                       |                                        |                                        |                                        |   |               |                                         |                                         |                                         |  |   |                                  |                                  |                                  |
|  |                                        | 14                                     | Tsjechië (85.18)                       | 2 | Maleisië (81.21)      | 3                                      |                                        |                                        |   |               |                                         |                                         |                                         |  |   |                                  |                                  |                                  |
|  |                                        |                                        |                                        |   | Maleisië (81.21)      | 3                                      |                                        |                                        |   |               |                                         |                                         |                                         |  |   |                                  |                                  |                                  |
|  | 14                                     | Tsjechië (89.69)                       | 8                                      |   |                       |                                        |                                        |                                        |   |               |                                         |                                         |                                         |  |   |                                  |                                  |                                  |

## Bijzonderheden
- Argentinië is voor het eerst vertegenwoordigd op de World Cup of Darts.[5] Het team slaagde er direct in om een wedstrijd te winnen en de poule te overleven.
- Maleisië won voor het eerst een partij op de World Cup of Darts.[6]
- Slechts drie spelers speelden alle 15 de edities van de World Cup of Darts mee:  de Australiër Simon Whitlock, de Oostenrijker Mensur Suljović en de Ier William O'Connor. De Noord-Ier Brendan Dolan miste de World Cup dit jaar voor het eerst.

2010 · 
2012 · 
2013 · 
2014 · 
2015 · 
2016 · 
2017 ·
2018 ·
2019 ·
2020 ·
2021 ·
2022 ·
2023 ·
2024 ·
2025